# Marco Giallini

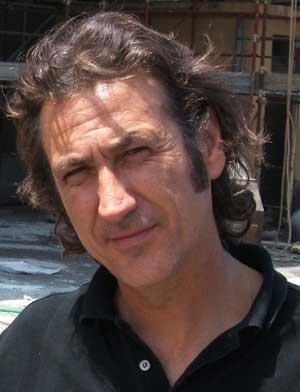
Marco Giallini, 2006

Marco Giallini (* 4. April 1963 in Rom) ist ein italienischer Schauspieler. Er wurde bekannt als missmutiger Vize-Polizeidirektor Rocco Schiavone in der italienischen Fernsehkrimireihe Der Kommissar und die Alpen.

## Leben und Karriere
Giallini wuchs in einer Arbeiterfamilie in Rom mit drei Brüdern auf. Nach dem Studium an der Accademia nazionale d’arte drammatica in Rom sammelte er erste Bühnenerfahrungen als Statist oder in kleinen Nebenrollen an römischen Theatern. Unter anderen hat er in Inszenierungen von Arnoldo Foà, Ennio Coltorti und Angelo Orlando auf der Bühne gestanden. Sein Kinodebüt hatte er 1995 in einer kleinen Nebenrolle in der Filmkomödie L’anno prossimo vado a letto alle dieci! von Angelo Orlando.
Seit dieser Zeit hat er Hauptrollen in italienischen Kinofilmen sowie in zahlreichen von der RAI produzierten Fernsehfilmen und Serien übernommen.
2010 erhielt er seine erste Nominierung für einen David di Donatello als bester Nebendarsteller in der mehrfach ausgezeichneten Filmkomödie Io, loro e Lara von Carlo Verdone. Weitere Nominierungen folgten 2012 (ACAB und Posti in piedi di paradiso), 2013 (Buon giorno papà) und 2015 (Perfetti sconosciuti).
Giallini war seit 1993 mit Loredana Giallini verheiratet. 2011 starb seine Frau an einer Hirnblutung. Das Paar hatte zwei Söhne, Rocco (* 1998) und Diego (* 2004).

## Synchronstimmen
Marco Giallini hat keine feste deutsche Synchronstimme. Er ist bisher von Ekkehardt Belle, Klaus-Dieter Klebsch und Gerald Paradies synchronisiert worden.

## Filmografie (Auswahl)
- 2012: A.C.A.B.
- 2015: Um Gottes Willen (Se Dio Viuole)
- 2016: Perfetti Sconosciuti
- 2025: Kung Fu in Rome (La città proibita)